# Sd.Kfz. 4
De Munitionskraftwagen für Nebelwerfer Sd.Kfz. 4 was een gepantserd munitievoertuig, gebruikt door de Duitsers in de Tweede Wereldoorlog. Het Sonderkraftfahrzeug 4 was oorspronkelijk bedoeld om munitie te vervoeren voor de Nebelwerfer-15 en de Sd.Kfz. 4/1.
Hij kon veertig 150mm-raketten per keer vervoeren.
Het Sd.Kfz. 4 werd voor het eerst geproduceerd in 1942 en was gebaseerd op de Panzerwerfer 42. Het Sd.Kfz. 4 was uitgerust met een MG34 machinegeweer en later in de oorlog met een MG42 ter nabijverdediging.